# Z00, liv skönhet död
Z00, liv skönhet död (1985) är titeln på en film regisserad av Peter Greenaway.

## Handling
Två bröder arbetar på ett zoo, deras respektive fruar har nyss omkommit i en trafikolycka och de båda männen börjar fråga sig vad som är meningen med livet.

## Om filmen
Filmen är inspelad på Rotterdams zoo. Den hade världspremiär i Frankrike den 9 april 1986 och svensk premiär den 25 april samma år, åldersgränsen är 11 år. Filmen släpptes på video i Sverige i maj 1995.

## Rollista (komplett)
- Andréa Ferréol - Alba Bewick
- Brian Deacon - Oswald Deuce
- Eric Deacon - Oliver Deuce
- Frances Barber - Venus De Milo
- Joss Ackland - Van Hoyten
- Gerard Thoolen - Van Meegeren
- Jim Davidson - Joshua Plate
- Agnes Brulet - Beta Bewick
- Guusje Van Tilborgh - Caterina Bolnes
- Ken Campbell - Stephen Pipe
- Wolf Kahler - Felipe Arc-en-Ciel
- Geoffrey Palmer - Fallast
- David Attenborough - berättaren i naturprogrammet